# Iophon terranovae
Iophon terranovae är en svampdjursart som beskrevs av Calcinai och Pansini 2000. Iophon terranovae ingår i släktet Iophon och familjen Acarnidae. Inga underarter finns listade i Catalogue of Life.